# 蒙化路
蒙化路，元朝时设置的路。
至元十四年（1277年）升蒙化府置，治所在今云南省巍山彝族回族自治县。辖境约当今云南省巍山彝族回族自治县一带。属云南等处行中书省。二十年降为蒙化州。 